# 942 (szám)
A 942 (római számmal: CMXLII) egy természetes szám, szfenikus szám, a 2, a 3 és a 157 szorzata.

## A szám a matematikában
A tízes számrendszerbeli 942-es a kettes számrendszerben 1110101110, a nyolcas számrendszerben 1656, a tizenhatos számrendszerben 3AE alakban írható fel.
A 942 páros szám, összetett szám, azon belül szfenikus szám, kanonikus alakban a 21 · 31 · 1571 szorzattal, normálalakban a 9,42 · 102 szorzattal írható fel. Nyolc osztója van a természetes számok halmazán, ezek növekvő sorrendben: 1, 2, 3, 6, 157, 314, 471 és 942.
A 942 négyzete 887 364, köbe 835 896 888, négyzetgyöke 30,69202, köbgyöke 9,80280, reciproka 0,0010616. A 942 egység sugarú kör kerülete 5918,76056 egység, területe 2 787 736,223 területegység; a 942 egység sugarú gömb térfogata 3 501 396 696,7 térfogategység.